# Belal Mansoor Ali
Pour les articles homonymes, voir Yego et Ali.
Belal Mansoor Ali, né John Yego au Kenya le 17 octobre 1988, est un athlète spécialiste du demi-fond représentant Bahreïn.

## Biographie
Le fait qu'il soit né au Kenya en 1988 a provoqué nombre de controverses qui ont débuté avec sa participation aux Championnats du monde jeunesse à Marrakech en 2005 où il est soupçonné de tricherie sur son âge. En août 2005, une enquête est ouverte par l'IAAF, mais aussi Tareq Mubarak Taher et Aadam Ismaeel Khamis, en tout trois athlètes du Bahreïn nés au Kenya. Ali participe le même mois aux Championnats du monde 2005 et termine 7e de la finale du 800 m. En juin, il avait enregistré un record de 1 min 44 s 34 à Conegliano, ce qui était alors le meilleur temps cadet, le record du monde des moins de 18 ans. En juillet 2006, il est arrêté au Kenya, toujours pour la controverse sur son âge en 2005 mais à la fin de 2006, il est relaxé de toute charge pesant contre lui.
Belal Mansoor Ali a participé en 2010 à huit compétitions :
- Championnat du monde en salle 800 m : éliminé en série
- Meeting international Mohammed VI d'athlétisme de Rabat au 1 500 m : 4e
- Rome 1 500 m : 13e
- Monaco 800 m : 8e
- Bruxelles 800 m : 9e
- Zagreb 800 m : 2e
- Coupe continentale : 3e

## Palmarès
| Date | Compétition                   | Lieu          | Résultat | Épreuve |
| ---- | ----------------------------- | ------------- | -------- | ------- |
| 2005 | Championnats du monde cadets  | Marrakech     | 1er      | 1 500 m |
| 2005 | Championnats du monde         | Helsinki      | 7e       | 800 m   |
| 2006 | Championnats du monde juniors | Pékin         | 7e       | 800 m   |
| 2006 | Championnats du monde juniors | Pékin         | 3e       | 1 500 m |
| 2006 | Jeux asiatiques               | Doha          | 2e       | 1 500 m |
| 2007 | Championnats panarabes        | Amman         | 2e       | 800 m   |
| 2007 | Championnats panarabes        | Amman         | 2e       | 1 500 m |
| 2007 | Finale mondiale               | Stuttgart     | 3e       | 800 m   |
| 2007 | Finale mondiale               | Stuttgart     | 6e       | 1 500 m |
| 2008 | Jeux olympiques               | Pékin         | 7e       | 1 500 m |
| 2008 | Finale mondiale               | Stuttgart     | 3e       | 1 500 m |
| 2009 | Championnats panarabes        | Damas         | 2e       | 800 m   |
| 2009 | Championnats panarabes        | Damas         | 3e       | 1 500 m |
| 2009 | Finale mondiale               | Thessalonique | 6e       | 1 500 m |
| 2010 | Coupe continentale            | Split         | 3e       | 800 m   |
| 2010 | Jeux asiatiques               | Guangzhou     | 7e       | 800 m   |
| 2010 | Jeux asiatiques               | Guangzhou     | 3e       | 1 500 m |
| 2011 | Championnats d'Asie           | Kobe          | 5e       | 1 500 m |
| 2011 | Jeux panarabes                | Doha          | 6e       | 800 m   |
| 2011 | Jeux panarabes                | Doha          | 4e       | 1 500 m |
| 2013 | Championnats d'Asie           | Pune          | 3e       | 800 m   |
| 2013 | Championnats d'Asie           | Pune          | 3e       | 1 500 m |
| 2015 | Championnats d'Asie           | Wuhan         | 4e       | 800 m   |
| 2015 | Championnats d'Asie           | Wuhan         | 3e       | 1 500 m |

## Records
| Épreuve | Épreuve   | Temps              | Lieu      | Date             |
| ------- | --------- | ------------------ | --------- | ---------------- |
| 800 m   | Plein air | 1 min 44 s 02      | Rieti     | 9 septembre 2007 |
| 800 m   | En salle  | 1 min 46 s 48      | Gand      | 8 février 2009   |
| 1 000 m | Plein air | 2 min 15 s 23      | Stockholm | 7 août 2007      |
| 1 000 m | En salle  | 2 min 17 s 06 (AR) | Gand      | 24 février 2008  |
| 1 500 m | Plein air | 3 min 31 s 49      | Athènes   | 2 juillet 2007   |
| 1 500 m | En salle  | 3 min 36 s 28 (AR) | Stockholm | 20 février 2007  |